# Mönchsbuche

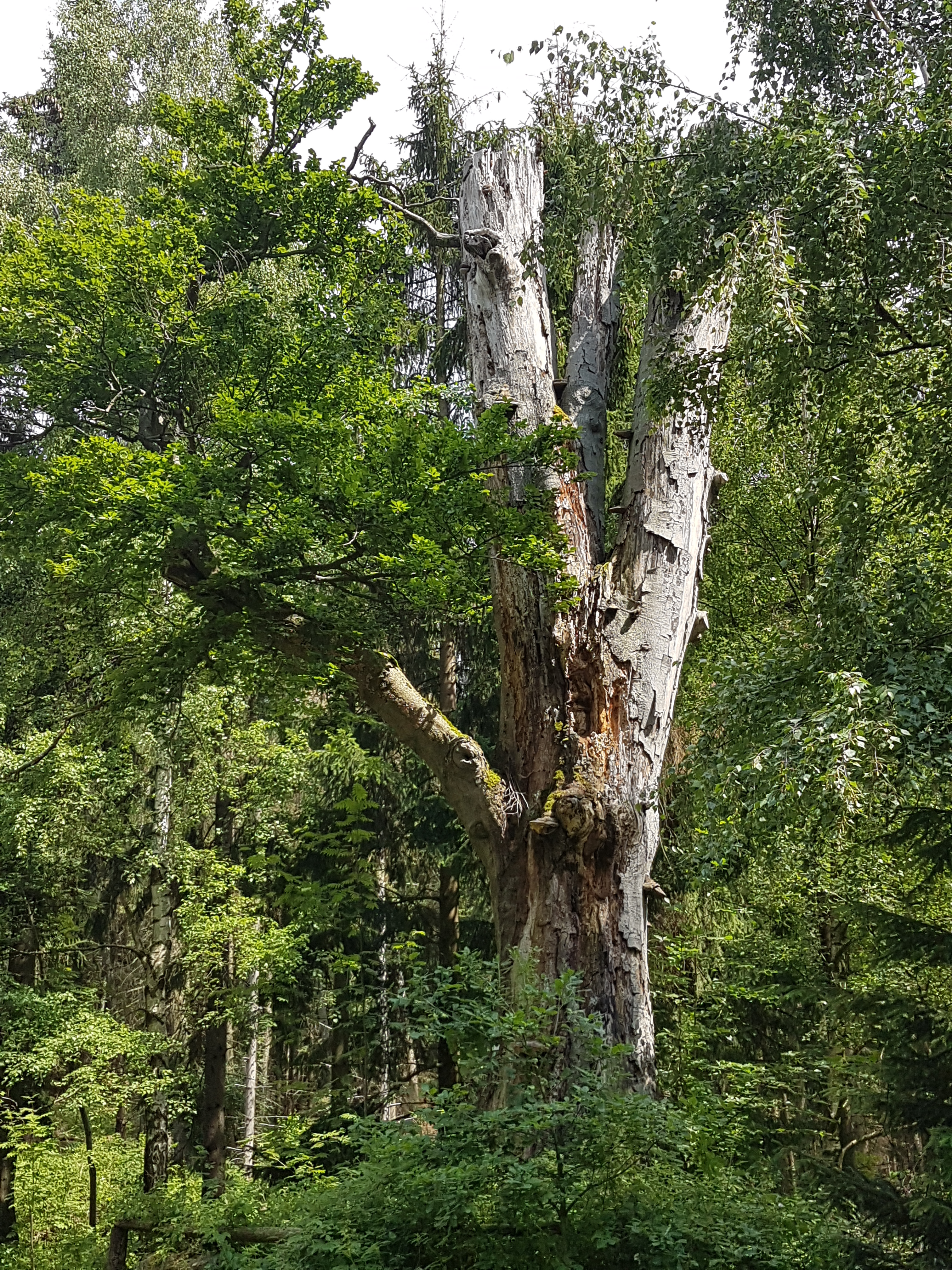
Mönchsbuche (2019)

Die Mönchsbuche ist ein Naturdenkmal in der Nähe des Stadtteils Hasserode von Wernigerode im Harz. Sie befindet sich an einem alten Verbindungsweg zwischen dem Kloster Himmelpforten und dem Kloster Ilsenburg.
Im März 2011 wurde die Baumkrone der weit über 100 Jahre alten Buche entfernt, um den übrigen Baum vor der Fällung aufgrund von Absterben zu retten.
Die Mönchsbuche ist als Nr. 26 in das System der Stempelstellen der Harzer Wandernadel einbezogen; an dieser Stelle steht eine Schutzhütte (528 m ü. NHN). Etwas unterhalb der Buche befindet sich am Weg zur Steinernen Renne der Wernigeröder Bürgerbrunnen.